# Fompedraza
Fompedraza ist ein nordspanisches Dorf und eine Gemeinde (municipio) mit 111 Einwohnern (Stand: 2024) in der Provinz Valladolid in der autonomen Region Kastilien-León. 

## Lage
Fompedraza liegt in der kastilischen Hochebene in einer Höhe von etwa 890 m. Die Provinzhauptstadt Valladolid befindet sich gut 55 Kilometer (Fahrtstrecke) westsüdwestlich. Das Klima im Winter ist durchaus kalt, im Sommer dagegen warm bis heiß; die spärlichen Regenfälle (ca. 511 mm/Jahr) fallen verteilt übers ganze Jahr.

## Bevölkerungsentwicklung
| Jahr      | 1970 | 1981 | 1991 | 2001 | 2011 | 2021 |
| Einwohner | 214  | 141  | 155  | 146  | 133  | 103  |

## Sehenswürdigkeiten

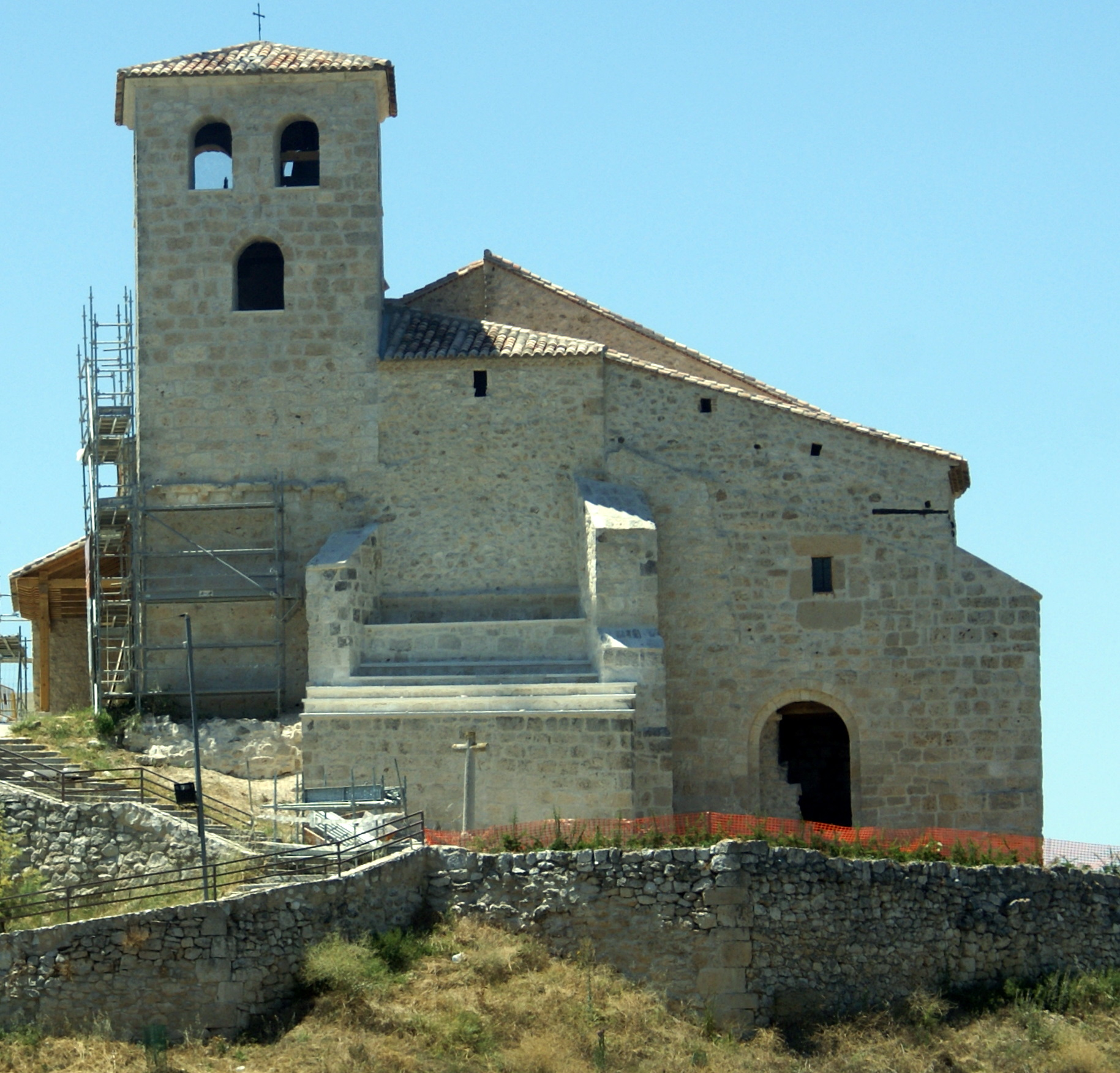
Bartholomäuskirche

- Bartholomäuskirche